# Skyways
Skyways è una soap opera australiana in 189 puntate trasmesse per la prima volta dal 1979 al 1981.

## Trama
Ambientato nel fittizio Pacific International Airport, il serial è incentrato sulla vita dei piloti e del personale delle compagnie aeree dell'aeroporto. Una delle trame iniziali vede una assistente di volo lesbica, Robyn Davies, che, senza successo, tenta di sedurre una collega eterosessuale, Jacki Soong. Robyn Davies viene poi pugnalata a morte sotto la doccia come parte di un'altra sottotrama.
I membri del cast regolare includono Tony Bonner, nel ruolo del manager di Paul MacFarlane, poi sostituito da Gary Doolan (Gerard Kennedy), Tina Bursill, Brian James, Ken James, Joanne Samuel, Gaynor Martin, Andrew McKaige, Bartholomew John, Bruce Barry, Judy Morris, Coulls Deborah, Maurie Fields, Susanna Lobez, Kit Taylor, Penelope Stewart e Kerry Armstrong. Stalker Bill interpreta il ruolo del responsabile della sicurezza aeroportuale Peter Fanelli, un ex detective della polizia già presente nella serie drammatica Cop Shop. Dopo la conclusione del serial, il personaggio di Fanelli tornò in Cop Shop, mentre quello di Brian James, George Tibbet, fu trapiantato in Holiday Island.

## Personaggi e interpreti
- Louise Carter (107 episodi, 1979-1981), interpretata da Tina Bursill.
- Peter Fanelli (107 episodi, 1979-1981), interpretato da Bill Stalker.
- Simon Young (106 episodi, 1979), interpretato da Ken James.
- George Tippett (106 episodi, 1979), interpretato da Brian James.
- Kelly Morgan (106 episodi, 1979), interpretato da Joanne Samuel.
- Mandy MacFarlane (89 episodi, 1979), interpretato da Gaynor Martin.
- Alan MacFarlane (81 episodi, 1979), interpretato da Andrew McKaige.
- Gary Doolan (62 episodi), interpretato da Gerard Kennedy.
- Nick Grainger (57 episodi, 1979), interpretato da Bartholomew John.
- Paul MacFarlane (53 episodi, 1979), interpretato da Tony Bonner.
- Chas Potter (51 episodi), interpretato da Maurie Fields.
- Angela Murray (49 episodi), interpretata da Kerry Armstrong.
- Capitano Douglas Stewart (48 episodi, 1979), interpretato da Bruce Barry.
- Jacki Soong (48 episodi, 1979), interpretata da Deborah Coulls.
- Faye Peterson (47 episodi, 1979), interpretato da Kris McQuade.
- Janet Patterson (46 episodi), interpretata da Susanna Lobez.
- Elaine MacFarlane (30 episodi, 1979), interpretata da Carmen Duncan.
- Tim Barclay (24 episodi), interpretato da Kit Taylor.
- Mrs. Young (15 episodi, 1979), interpretata da Irene Inescort.
- John Hunter (13 episodi), interpretato da Barry Creyton.
- Jerry Anderson (13 episodi), interpretato da Peter Byrne.
- Russell Bennett (13 episodi), interpretato da Bevan Wilson.
- Sam Patterson (12 episodi), interpretato da Adam Lloyd.
- Robyn Davies (10 episodi, 1979), interpretata da Judy Morris.
- Anne Williamson (10 episodi), interpretata da Kathryn Dagher.

## Produzione
Il serial fu prodotto da Crawford Productions e girato in uno studio televisivo a Melbourne in Australia. Molte delle scene esterne sono state girate in loco presso l'aeroporto di Melbourne.

### Registi
Tra i registi del serial sono accreditati:
- David Charles in 7 episodi (1979)
- Bill Hughes in 5 episodi)
- Gary Conway in 4 episodi)
- Rod Hardy in 4 episodi)
- Ross Jennings in 4 episodi)
- Mandy Smith in 4 episodi)
- William Templar in 3 episodi)
- Simon Wincer in 2 episodi (1979)
- Julian Pringle in 2 episodi)
- Eugene Schlusser in 2 episodi)
- Kevin James Dobson
- Alister Smart
- Charles 'Bud' Tingwell

### Sceneggiatori
Tra gli sceneggiatori del serial sono accreditati:
- Lynn Bayonas in 3 episodi (1979)
- Terry Stapleton in 3 episodi (1979)
- Paul Davies in 3 episodi)
- Graham Hartley in 3 episodi)
- Peter Hepworth in 3 episodi)
- Joel Kane in 3 episodi)
- Alan McCoy in 3 episodi)
- Nancy Brown in 2 episodi)
- Roger Dunn in 2 episodi)
- Tony Morphett in 2 episodi)
- Moya Wood in 2 episodi)
- Jock Blair in un episodio)
- Michael Harvey

## Distribuzione
Il serial fu trasmesso in Australia dal 1979 al 1981 sulla rete televisiva Seven Network. In Italia è stato trasmesso con i titoli Skyways e Pacific International Airport.